# Flottille 36F
 (juin 2013).
Si vous disposez d'ouvrages ou d'articles de référence ou si vous connaissez des sites web de qualité traitant du thème abordé ici, merci de compléter l'article en donnant les références utiles à sa vérifiabilité et en les liant à la section « Notes et références ».
La flottille 36F est une flottille de l'aviation navale française créée le 15 septembre 1995 et toujours active.

## Bases
- BAN Saint-Mandrier (septembre 1995-novembre 2003)
- BAN Hyères Le Palyvestre (depuis novembre 2003)

## Appareils
- Panther AS.565SA (depuis septembre 1995)